# فرانز بالم
فرانز بالم (بالهولندية: Franz Palm)‏ هو اقتصادي وأستاذ جامعي هولندي، ولد في 15 مايو 1948 في Eupen-Malmedy ‏ في بلجيكا.